# Негрилешти (Бистрица-Насауд)
Негрилешти (рум. Negrilești) насеље је у Румунији у округу Бистрица-Насауд у општини Негрилешти. Oпштина се налази на надморској висини од 333 m.

## Становништво
Према подацима из 2002. године у насељу је живело 1295 становника.

### Попис2002.
| Расподела становништва по националности 2002.‍ | Расподела становништва по националности 2002.‍ | Расподела становништва по националности 2002.‍ | Расподела становништва по националности 2002.‍ | Расподела становништва по националности 2002.‍ |
| --------------------------------------------- | --------------------------------------------- | --------------------------------------------- | --------------------------------------------- | --------------------------------------------- |
|                                               |                                               |                                               |                                               |                                               |
| Румуни                                        | Румуни                                        |                                               | 1.290                                         | 99,6%                                         |
| Мађари                                        | Мађари                                        |                                               | 5                                             | 0,4%                                          |